# Охрамієвичі
Охрамі́євичі — село в Україні, у Корюківській міській громаді Корюківського району Чернігівської області. Населення становить 848 осіб. До 2020 орган місцевого самоврядування — Охрамієвицька сільська рада, якій були підпорядковані села Лупасове, Романівська Буда.

## Географія
Село розташоване на річці Турчанці за 21 км від районного центру і залізничної станції Корюківка. Висота над рівнем моря — 156 м.. Селом тече річка Переділка.

## Демографія
За даними сайту Верховної Ради України в Охрамієвичах станом на початок 2012 року мешкає 848 жителів. Варто зазначити, що на одному дворі могла мешкати велика родина, а інколи навіть декілька родин на один двір.
| Кількість дворів (духовенство окремо) | Кількість дворів (духовенство окремо) | Кількість дворів (духовенство окремо) | Кількість дворів (духовенство окремо) | Кількість дворів (духовенство окремо) | Кількість дворів (духовенство окремо) | Населення | Населення | Населення | Населення | Населення | Населення | Населення | Населення |      |
| 1646                                  | 1666                                  | 1726                                  | 1730                                  | 1767                                  | 1781                                  | 1810      | 1859      | 1872      | 1897      | 1923      | 1970      | 1988      | 2012      | 2020 |
| ------------------------------------- | ------------------------------------- | ------------------------------------- | ------------------------------------- | ------------------------------------- | ------------------------------------- | --------- | --------- | --------- | --------- | --------- | --------- | --------- | --------- | ---- |
| 5                                     | 4                                     | 66                                    | 57                                    | 63                                    | 91                                    | 696       | 1422      | 1757      | 3045      | 3561      | 1353      | 1062      | 848       | 670  |
|                                       | ▼                                     | ▲                                     | ▼                                     | ▲                                     | ▲                                     | ▲         | ▲         | ▲         | ▲         | ▲         | ▼         | ▼         | ▼         | ▼    |

## Історія
Засноване у першій половині XVI ст.
За переказами старожилів, село було засноване у 1526 році під назвою Охрімовичі, бо першим поселенцем був Охрім. Спочатку село входило до складу Домислинської волості, Чернігівського повіту. Охрімівщина була оточена річками з кількох сторін, тут знаходились густі Хримівські ліси з бортних дерев. Століттями охраміївчани майже не займались сільським господарством, надаючи перевагу бортництву — добуванням меду бджіл. На початку 17 століття податки сплачували Василю Чудінову у вигляді зборів меду.
Внаслідок Польско-московської війни 1609—1618 років, Охрамієвичі були одним з 11 сіл, що вцілили у Чернігівському повіті. За службу під час війни 1620 року земля Домислинської волості, де розташовувались Охрамієвичі, дісталися київському православному шляхтичу Михайлу Ясликовському. У січні 1635 року Ясликовський продав охріміївщину (тобто, територію більшу зе одне село) Миколаєві Киселю — українському шляхтичу, полковнику реєстрового козацтва.
1638 року Охрамієвичі налічували 5 дворів, тобто приблизно 25 мешканців. В цей час починається активне виробництво дьогтю та деревного вугілля, зокрема чернігівським воєводою — Мартином Калиновським.
З 1648 розпочався період Гетьманщини і Охрамієвичі входять до Киселівської сотні — адміністративно-територіальної військової одиниці, центром сотні було місто Мена?.
1666 року у селі існувало 4 двори селян, все населення Охрамієвичів займалось бортництвом. Сільським господарством тут ще не займались. Селяни платили податок у розмірі 1 пуд меду на рік. У переписі зазначені наступні мешканці: Івашко Василів син Калиненко, Кирило Лаврин, Ганка Андріїв, Ромаш Семенів. В Охрамієвичах було споруджено водяний млин-вешняк, який діяв лише під час повеней, які відбувались навесні.
18 лютого 1709 року село перейшло від гетьмана Івана Скоропадського до його брата, березинського сотника Василя Скоропадського.
1726 року в Охрамієвичах налічувалось 23 двори ґрунтових селян, 32 двори городників і 11 дворів підсусідків, отже сільське господарство стає основним заняттям. 1728 року згадується церква Різдва Пресвятої Богородиці, церковним священиком — Максим Герасимович, паламарем — Мартин Стефанович Барвінок-Дудка. У 1730-1750-х рр. священиками були брати Михайло Романович та Самойло Романович Курганські. Після смерті Василя Скоропадського, володіння селом переходило до синів Івана Скоропадського, бунчукового товарища (1697—1758 рр.) Михайла Скоропадського — генерального підскарбного Глухівського періоду, згодом сина Михайла — Петра, ротмістра лейб-гвардії Кирасирського полку.
1730 року в селі нараховувалось 57 дворів селян. 1767 — 63 двори. 1781 — 88 дворів. В ці часи ще діяли давні вільності доби Гетьманщини, які не передбачали закріпачення селян, а податки складали 2-3 денна панщина на тиждень для господаря двору (багато селян були підсусідками, тобто жили при дворі іншого мешканця Охрамієвичів) та осенщина — частка приплоду худоби, на утримання окупаційної ланцміліції. Згідно Рум'янцевському опису 1765—1769 в Охрамієвичах діяв шинок, яким володів Опанас Мартинович Барвінок-Дудка. Також у селі діяли шпиталь і школа. З 1760-х років податок змінився на щорічний грошовий: 1 рубль та 2 копійки від кожної хати.
З 1781 року скасовано сотенно-полковий козацький устрій. Охрамієвичі увійшли до складу Сосницького повіту Новгород-Сіверського намісництва. На цей рік у селі мешкали 2 священика, 1 причетник (особа духовного стану), було 88 дворів посполитих, з 109 хатами та 1-й безвідрній хаті.
Навколо села було 5 тисяч бортних дерев, відповідно головний прибуток селяни мали від продажу меду. Мед купували старовіри, що приїжджали зі Стародубщини, де вони осіли у другій половині 17 століття. Окрім меду, у селі вироблялись вози, сани, колеса, дерев'яний посуд. Ці та інші ремесельні товари селяни продавали у Сосниці, Коропі, Понорниці, а на зароблені гроші купляли продовольство. Сільським господарством охморіївчани майже не займались. Продовжував працювати млин на річці Переділці.
Наприкінці XVIII століття 1783 року школу закрито і населення закріпачено рішенням російської імператриці Катерини. 1793 року село увійшло до Малоросійської губернії, Новгород-Сіверського повіту. Настали важкі часи.
1810 року в Охрамієвичах проживало 687 селян-кріпаків, 9 осіб духовенства, загалом — 696 осіб населення. Повинності селян складали літню 4-денну панщину, грошову і натуральну ренту.
Село розрослося зі сходу на захід на відстань до 3 км, а сім поперечних вулиць довжиною 1,5 км ідуть в напрямку з півночі на південь.
1826 року село охопили заворушення — 400 селян відмовились працювати на поміщиків. Це було першою революційною подією в історії Охрамієвичів і демонструвало наскільки важкими були умови виживання за нових російських порядків. Подібні заворушення несли загальнонаціональний характер в розрізі широкого антикріпосницького руху в Україні.
1839—1840 рр. в Охрамієвичах стався голод внаслідок неврожаю. Відповідно, на відміну від минулих часів, охрамієвчани стали частково залежними від наявності власного сільського господарства.
1846 року Охрамієвичі отримали статус містечка. Відомо, що щороку відбувалося 2 ярмарки на рік, діяв щотижневий ринок. У містечку працювали кілька торгових крамничок. Охраємівичі стояли на транспортному шляху на північ. Того ж року відбулось велике переселення населення на лівий беріг річки Переділки, там було сплановано чотири великі прямі вулиці та збудовано двоповерховий панський палац.
З 1854 і до середини 1860-х рр. працював цукровий завод, який врешті решт, заборгував державі 42 тисячі карбованців та припинив працювати.
1859 року в Охрамієвичах мешкало 1422 особи у 170 дворах.
1861 року селяни - кріпаки стали вільними, але землю були вимушені викуповувати. Селяни без достатніх статків брали державний кредит і виплачували його до 1906 року.
1872 року в Охрамієвичах налічувалось 265 селянських дворів, 2 міщанських дворів, 14 дворів інших станів, зокрема відставних солдат. Загалом населення складало 1757 мешканців. Діяв винокурний завод. На цей час населення вже здебільшого займалось сільським господарством і ще частково бондарством. Зокрема, селяни працювати на лісозаготівлях та у панських економіях. В Охармієвичах було 368 коней, 846 голів великої рогатої худоби, 592 вівці та 391 свиня.
1884 року відкрито земську початкову школу, на землі, придбаною місцевою громадою. Перший учитель нової школи — Микола Дмитрович Левицький. Закон божий викладав священик Семен Іванович Серединський. 1886 року споруджено нову церкву. 1901 року у школі навчалось 138 учнів, з них 20 дівчат. В школі вчителювали Ольга Олександрівна Бурачок — випускниця Київської гімназії, та Анастасія Федорівна Кисіль-Загорянська — випускниця Сосницької прогімназії. Священиком в цей час був Микола Крещеновський.
Згідно з Всеросійським переписом 1897 року, у містечку Охрамієвичі налічувалось 478 дворів, у них проживало 3045 осіб. Продовжували відбувались 2 щорічні ярмарки, щоденна торгівля у кількох крамничах. Працювали 2 млини. У центрі містечка було встановлено пам'ятник імператору Олександру II.
На початку XX століття, було відкрито учбову ремісничу майстерню.
У 1905 році, після робочої зміни на корюківській цукроварні, декілька парубків розібрали огорожу базарної площі, яку пан Петрик обніс частоколом, щоб мати змогу збирати податки з людей, які приходили ярмаркувати. 16 травня 1905 року за скаргою пана Петрика волосному начальству усіх парубків, що брали участь в розборі огорожі, було заарештовано, після чого стався стихійний виступ селян, внаслідок чого арештовані були звільнені.
Під час періоду Визвольних змагань у селі кілька разів змінювалась влада. Остаточно радянський окупаційний режим ствердився на початку 1920-х років.
1923 - 1925 – містечко, центр Охрамієвицького району Сновської округи, куди увійшли населені пункти колишніх Охраміївської і Перелюбської волостей, 732 господарства, 3561 мешканець.
1927 року у селі було відкрито професійно- технічну школу, на базі якої був заснований індустріальний технікум, який у 1931 році був переведений до Чернігова.
У перші місяці Голодомору голова сільради Литвин замість того, аби вимагати виконувати плани хлібозаготівель, говорив селянам, аби ті виконували хлібозаготівлю у міру можливості. У Національній книзі пам'яті жертв Голодомору 1932—1933 років в Україні перелічено 10 жителів села, що загинули від голоду. 9 травня 1933  року село було занесене до «чорної дошки».

Бадуненко Сергій Іванович — уродженець Охрамієвичів, загинув захищаючи батьківщину під час російсько-української війни 30 квітня, 2015 року.

Під час Другої світової війни німці спалили в селі 60 хат і розстріляли 16 жителів, на фронті та у партизанському русі брали участь 370 мешканців села, 184 з яких загинули.
23 лютого 1987 було об'єднанано Охрамієвицьку і Лупасівську сільради в одну Охрамієвицьку сільраду з центром в Охрамієвичах.
20 листопада 2008 року в селі відбулося відкриття встановленого пам'ятного знака (хреста) жертвам Голодомору. Хрест було встановлено на місцевому кладовищі.
З початку російсько-української війни у 2014 році, мешканці Охрамієвичів брали участь в обороні України на сході країни, зокрема у добровольчому 41-му батальйоні територіальної оборони «Чернігів-2», згодом — 41-й окремий мотопіхотний батальйон.
12 червня 2020 року, відповідно до розпорядження Кабінету Міністрів України № 730-р «Про визначення адміністративних центрів та затвердження територій територіальних громад Чернігівської області», увійшло до складу Корюківської міської громади.
19 липня 2020 року, в результаті адміністративно-територіальної реформи та ліквідації колишнього Корюківського району, село увійшло до складу новоутвореного Корюківського району.

## Відомі люди
- Барвінок Володимир Іванович (1879—1943) — український історик, магістр богослов'я, історик християнської церкви, бібліограф, письменник, діяч УНР, візантолог, викладач українознавства і історії, почесний громадянин Чернігівщини, співробітник ВУАН, працівник УНІК, видатний архівіст. Нащадок місцевого шинкаря часів Гетьманщини — Опанаса Барвінка-Дудки і отамана Івана Барвінка.
- Яковець Василь Павлович, 1953 року народження — доктор фізико-математичних наук, ректор Ніжинського державного університету імені Миколи Гоголя
- Бадуненко Сергій Іванович (1988—2015) — боєць 41-го окремого мотопіхотного батальйону 1-ї окремої танкової бригади, учасник російсько-української війни. Нагороджени Орденом «За мужність» — за особисту мужність і високий професіоналізм, виявлені у захисті державного суверенітету та територіальної цілісності України, вірність військовій присязі (20.07.2016, посмертно).
- Летута Панас Захарович (1887 — ?) — український громадський діяч у Маньчжурії, народився на хуторі неподалік с. Охромієвичі